# مسجد أبو مروان الشريف
مسجد أبو مروان أو بومروان هو مسجد جزائري عتيق يقع في شمال قصبة عنابة بمدينة عنابة وهو يعد أحد أقدم وأجمل المساجد في الجزائر ورمزا دينيا مهما.

## التأسيس
تأسس هذا المعلم الحضري قبل أكثر من عشرة قرون شرع في تصميمه أواخر النصف الثاني من القرن الرابع للهجرة وتم بناؤه سنة 425ه في عهد الدولة الزيرية، إبان حكم المعز بن باديس الصنهاجي، وتحت إشراف المهندس الأندلسي أبو ليث البوني وهو من طراز أندلسي قام بناؤه على ركائز اسطوانية كما كان المسجد يؤدي أدوارا متميزة توزعت بين العلم ورد الهجمات الآتية من شمال البحر المتوسط كما كان بمثابة مؤسسة علمية دينية وحربية. وسمي بمسجد أبي مروان نسبة إلى عبد الملك بن مروان بن علي الأزدري المولود بإشبيلية، والذي قام بإنجاز أول جامعة دينية بالمسجد قدمت فيها العلوم العسكرية والدينية· وكان في وقت مضى يضم في جانبه السفلي ما يسمى بحديقة الرباط، والتي كانت بمثابة ناد للضباط في البحرية· وبعد الاحتلال الفرنسي سنة 1830 حول إلى مستشفى وقد أضيف إلى بنائه الأصلي طابق علوي، كما تم فصل حديقة الرباط عن الجامع.
كما تعرض المسجد لأضرار بالغة وتم إغلاقة سنة 1964 بعد انفجار باخرة السلاح ”نجمة الإسكندرية" في الميناء، والتي أضرت بمباني المدينة القديمة المطلة على الميناء، ليعاد ترميمه وافتتاحه لاحقا والان أصبح المسجد تحفة لا مثيل لها.